# إيبرهارد وولفرام
إيبرهارد وولفرام (بالألمانية: Eberhard Wolfram)‏ هو ضابط ألماني، ولد في 24 يوليو 1882 في Gerbstedt ‏ في ألمانيا، وتوفي في 6 يناير 1947 في هامبورغ في ألمانيا.